# Nötbolandet
Nötbolandet – miejscowość (småort) w Szwecji w gminie Örnsköldsvik w regionie Västernorrland. Około 108 mieszkańców.